# 告發
《告發》（：／）是朝鮮民主主義人民共和國異議作家潘迪的短篇小說集，收錄了潘迪從金日成時代至今撰寫的7部批判和諷刺北韓體制的作品。該書原稿由潘迪的親屬委托脫北活動家都希侖的朋友帶出北韓，並於2014年在韓國首爾公開出版。這也是南北韓分治後，北韓作家撰寫反體制內容的作品首次在韓國出版。

## 目錄
该书共7部短篇小說：
- 脫北記（탈북기）
- 幽靈的都市（유령의 도시）
- 駿馬的一生（준마의 일생）
- 咫尺萬里（지척만리）
- 伏魔殿（복마전）
- 舞臺（무대）
- 紅色蘑菇（빨간 버섯）